# Fina García Marruz

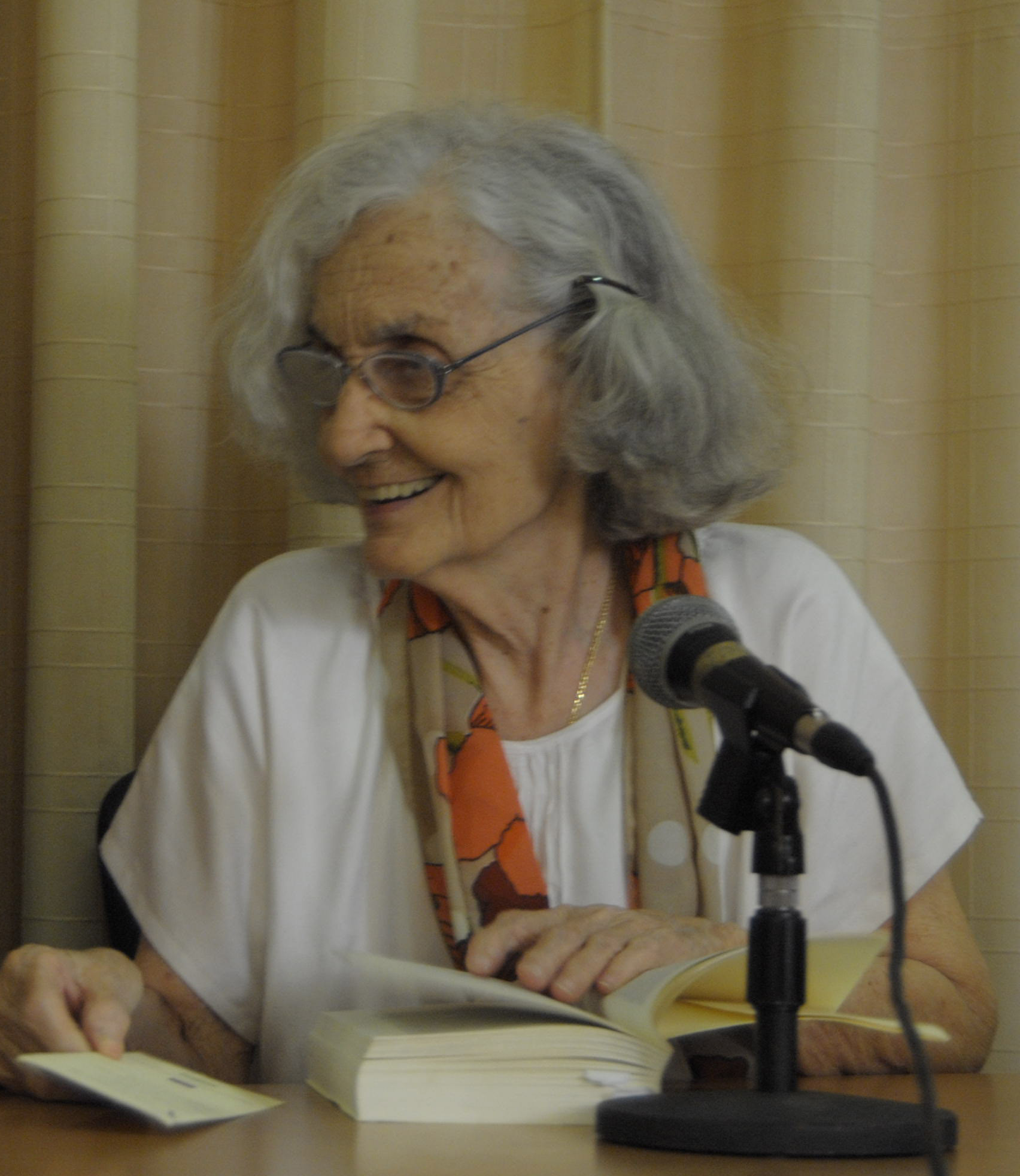
Fina García Marruz, 2010

Josefina García-Marruz Badía, bekannt unter dem Künstlernamen Fina García Marruz (* 28. April 1923 in Havanna; † 27. Juni 2022 ebenda), war eine kubanische Dichterin und Literaturwissenschaftlerin, die zahlreiche Auszeichnungen erhielt, darunter 1990 den nationalen Literaturpreis Premio Nacional de Literatura de Cuba, 2007 den Premio Iberoamericano de Poesía Pablo Neruda und 2011 den Premio Reina Sofía de Poesía Iberoamericana.

## Leben
García Marruz besuchte die Grundschule am Colegio Sánchez y Tiant und die Oberschule am Instituto de La Habana. 1961 promovierte sie an der Universität von Havanna in Sozialwissenschaften.
Schon Anfang der 1940er Jahre veröffentlichte sie ihren ersten Gedichtband und gehörte zusammen mit ihrem Ehemann Cintio Vitier zur Dichtergruppe der von José Lezama Lima gegründeten Literaturzeitschrift Orígenes (1944–1956).
Ihre Gedichte wurden in mehrere Sprachen übersetzt und sind in zahlreichen Anthologien erschienen. Ihre Essays und Gedichte sowie ihre Bücher sind in verschiedenen Zeitschriften und Zeitungen erschienen, darunter Lyceum, Nueva Revista Cubana, Cuba en la Unesco, Islas, La Gaceta de Cuba, Unión, Revista de la Biblioteca Nacional oder Anuario Martiano.
Ab 1962 war sie Literaturwissenschaftlerin an der Biblioteca Nacional de Cuba José Martí und arbeitete von deren Gründung 1977 bis 1987 am Centro de Estudios Martianos, wo sie Mitglied der Arbeitsgruppe war, die für die kritische Gesamtausgabe der Werke von José Martí verantwortlich war. Auslandsreisen führten sie in die Tschechoslowakei, nach Spanien, in die Vereinigten Staaten, nach Frankreich, Mexiko und in die Sowjetunion.
García Marruz erhielt über viele Jahre regelmäßig Literaturpreise für ihre Dichtungen und Auszeichnungen des kubanischen Staates. 1990 erhielt sie den Premio Nacional de Literatura de Cuba und 2011 den Premio Reina Sofía de Poesía Iberoamericana sowie den Premio Internacional de Poesía Federico García Lorca, womit sie nach der spanischen Schriftstellerin María Victoria Atencia (2010) und der Peruanerin Blanca Valera (2006) die dritte Frau war, die mit diesem Preis geehrt wurde. 2013 erhielt sie den José-Martí-Orden des kubanischen Staates. Das kubanische Kulturinstitut Casa de las Américas widmete ihr die Autorenwoche des Jahres 2014.
Sie starb im Alter von 99 Jahren in Havanna.

## Werke
Lyrik
- Poemas. Ucar García, Havanna 1942.
- Transfiguración de Jesús en el Monte. Orígenes, Havanna 1947.
- Las miradas perdidas  1944–1950. Ucar García, Havanna 1951.
- Visitaciones.  Unión Nacional de Escritores y Artistas de Cuba, Havanna 1970.
- Poesías escogidas.  Letras Cubanas, Havanna 1984.
- mit Cintio Vitier: Viaje a Nicaragua.  Letras Cubanas, Havanna 1987.
- Créditos de Charlot. Ediciones Vigía de la Casa del Escritor, Matanzas 1990.
- Los Rembrandt de l'Hermitage. Havanna 1992.
- Viejas melodías. Caracas 1993.
- Nociones elementales y algunas elegías. Caracas 1994.
- Habana del centro. Havanna 1997.
- Antología poética. Havanna 1997.
- mit Cintio Vitier: Poesía escogida. Bogotá 1999.
- El instante raro. Pre-Textos, Valencia 2010.
- ¿De qué, silencio, eres tú, silencio?.Universidad de Salamanca und Patrimonio Nacional, Salamanca 2011.[8]

Aufsätze und Rezensionen
- mit Cintio Vitier: Estudios críticos Havanna 1964.
- Poesías de Juana Borrero. Havanna 1967.
- Los versos de Martí. Havanna 1968.
- mit Cintio Vitier: Temas martianos. Havanna 1969.
- Bécquer o la leve bruma. Havanna 1971.
- mit Cintio Vitier: Poesías y cartas. Havanna 1977.
- mit Cintio Vitier: Flor oculta de poesía cubana. Havanna 1978.
- Temas martianos, segunda serie. Havanna 1982.
- Hablar de la poesía. Letras Cubanas, Havanna 1986.
- Textos antimperialistas de José Martí. Havanna 1990.
- mit Cintio Vitier und Roberto Friol: La literatura en el Papel Periódico de La Habana. Havanna 1991.
- Temas martianos, tercera serie. Havanna 1993.
- La familia de „Orígenes“. Havanna 1997.
- Darío, Martí y lo germinal americano. Ediciones Unión, Havanna 2001.
- Quevedo FCE, Mexiko-Stadt 2003.
- Juana Borrero y otros ensayos. La isla infinita, 2011.
- El orden del homenaje. Editorial Huso, 2018.